# Blas Castagna
Blas Alfredo Castagna (nacido el 25 de octubre de 1935 en Barracas, Buenos Aires) es un artista plástico y escultor argentino de gran trayectoria. Vive y trabaja en su casa en el barrio de Villa Ortuzar, donde crea constantemente trabajando mayoritariamente con materiales desechados recurriendo a diversidad de lenguajes plásticos para expresarse tanto en la figuración como en la abstracción.

## Biografía
Blas Castagna nace un 25 de octubre de 1935 en Barracas, un barrio situado al sur de la ciudad autónoma de Buenos Aires. Terminado su ciclo primario (1948), su padre lo inscribe en la Escuela de Bellas Artes Manuel Belgrano, donde es aceptado después de hacer un examen sin preparación previa.
En 1951 su madre enferma gravemente y fallece el 25 de octubre, día en el que Blas cumple 16 años. En esa misma época enferma de tuberculosis y abandona sus estudios. Después de tres años de tratamiento Blas se cura y por consejo familiar retoma los estudios. Cursa la última etapa y egresa de la Escuela Nacional de Bellas Artes Manuel Belgrano en 1954.
En 1957 consigue un trabajo como dibujante en un hospital para la cátedra de radiología y allí comienza a experimentar sobre placas radiográficas veladas. 
En 1958 se recibe de Profesor Nacional de Dibujo y Pintor Decorador en la Escuela Nacional de Bellas Artes Prilidiano Pueyrredón. 
El año siguiente viaja a Sicilia y se instala en Chiaramonte Gulfi, pueblo de sus antepasados, habitando en la casa de su abuela paterna. Después de un año regresa a Buenos Aires donde comienza a hacer trabajos de diagramación y diseño gráfico trabajando en Editorial Abril.
Su amigo el pintor Néstor Teré, director de Galería Alcora, lo invita a realizar su primera muestra.
En noviembre del 1963 se casa con Ana María Bosso.
En 1972 es nombrado Responsable Artístico de las revistas institucionales que publica la empresa YPF y dirigidas por el historiador Fermín Chávez y el poeta Horacio Salas. Un año más tarde su esposa enferma gravemente y muere. Blas conoce a su compañera a día de hoy, la artista Dina Cusnir.
En 1974 se instalan en la provincia de San Juan con su familia donde Blas ejerce la docencia en las cátedras de Dibujo y Grabado y cumple tareas de extensión cultural en el Departamento de Artes Plásticas - Facultad de Humanidades - Universidad Nacional de San Juan. 
Regresan a Buenos Aires en 1976. Tres años más tarde comienza su amistad con Francisco Javier de Amorrortu le otorga una beca.
En 1982, la Universidad de Toulouse Le-Mirail, le otorga a Blas el espacio de la Galerie de L’Université: una vieja torre medieval, la Tour Mouran, para una muestra. Más adelante, es invitado a participar en una muestra colectiva Technologie du Futur- Futur de la Culture- Rencontres D’Albi- France. Para la cual crea Testigo de placa que irá al Cosmos, un monotipo gofrado. Esta obra es comprada y donado por Fundación Antorcha en 1991 al Museo Nacional de Bellas Artes.
En 1984 comienza con los grabados que acompañarán la escritura del libro Crysopeya del Buen Amor, obra poética de Rafael Squirru. 
En este año participa también de Primtemps D’Argentine, una exhibición itinerante en Passy, Francia. En esa oportunidad, le roban uno de sus relieves de metal y Castagna le escribe una carta al ladrón que es publicada  en un diario de la zona. La obra nunca aparece.
Carta al ladrón de Fanallar.
“Amigo desconocido, tu acto de violación nos ha vinculado extrañamente. Yo siempre pensé, que para que se complete el hecho artístico, se necesitan dos; el que hace originalmente el objeto y el que participa con su observación comprometida y concluye aquel trabajo en obra. Tu vértigo estético, hizo que te llevaras una obra que es un testimonio más, del sufrimiento de un pueblo en los años de opresión y represión que se vivieron en la tierra de los argentinos. Tiempos de sórdido espanto, del que son maestros los militares cuando tienen el poder en sus manos.
Esta obra que tú te llevaste, se engendró en aquellos días; en el rincón más oscuro del taller. Días de agobio y desamparo, donde los desechos me devolvieron mi propia imagen ( y la de cualquier hombre). Y en ellos, yo encontraba la belleza y la esperanza. Insólito destino, el de esta obrita que yo amo, y que seguramente,  no sabré más de ella. Solo te pido que no te olvides de su origen y todo lo que significa”
Blas Castagna. Buenos Aires. Febrero 1985 
En 1985 es invitado a participar en la VI Bienal de Maldonado, Museo de Arte Americano de Maldonado, Uruguay.
Entre noviembre y diciembre de 1986 participa de la Segunda Bienal de La Habana, Centro Wilfredo Lam, La Habana, Cuba.
En marzo de 1990 participa y gana el premio de grabado El espíritu de Grecia con su monotipo gofrado Icaro. El premio consiste en un viaje a Grecia auspiciado por la embajada de Grecia y organizado por Fundación Praxis 

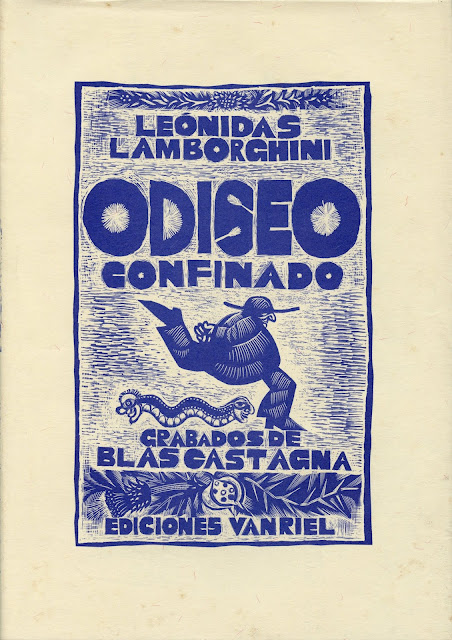
Odiseo Confinado, Leónidas Lamborghini.

Ese mismo año el poeta Leonidas Lamborghini regresa al país después de 13 años de exilio. Trae consigo el manuscrito del libro de poemas Odiseo Confinado. Castagna le propone al poeta acompañar el texto con grabados. Se fabrica una mesa transparente - un negatoscopio - y sobre la emulsión de películas veladas, según la técnica de la punta seca, graba con una aguja y raspa con una hoja de afeitar partida.
En marzo de 1992 participa de la Primera Bienal de Pintura Espíritu de Grecia con su obra Kalimera Cap Souniun . Esta obra es la primera de su nueva etapa, la obra blanca. Participa en el mismo año en la X Mostra de Gravura, Curitiba - Brasil y en la  Bienal de Tres Arroyos, Argentina. Fundación Konex le otorga el Premio Konex de Platino (Quinquenio 1987-1991) Técnicas Mixtas.
En noviembre de 1993 es invitado con otros artistas al Museo Nacional de Arte, La Paz, Bolivia a exponer una muestra llamada Pintura Argentina Contemporánea.
En 1994 una de sus obras, Puerto Dackar, pasa a formar parte de la Essex Collection of Art from Latin America - Reino Unido y es exhibida en la muestra Constructivism in Latín America.
Exhibe su obra Kalimera Cap Souniun en la exposición 100 Obras Maestras 100 Pintores Argentinos 1810- 1994 en el Museo Nacional de Bellas Artes, ll Bienal Konex. Viaja en mayo de 1995 a New York y presenta su Archaic Universes en Praxis International Art. En 1996 comienza el año con una muestra denominada Arquitecturas y lenguajes del silencio que comparte con el artista plástico Kirin, de enero a febrero en Galería Sur de Punta del Este.
En 1997 es invitado a participar en el Espace Croix Baragnon Toulouse, France. Es una muestra con un artista francés, que trabaja también con desechos. Decide hacer obra nueva para la muestra en la misma Toulouse y viaja en enero de 1998. Ese mismo año es convocado por él profesor Jorge Bedoya para hacer una exhibición en el Museo de Arte Español Enrique Larreta. 
La exposición 1973-1993 Veinte años en la obra figurativa de Blas Castagna es solicitada por El Centro Cultural Auditórium Foyer, Mar del Plata en enero y febrero de 1999. Luego esta muestra se traslada al Centro de Arte Contemporáneo Chateau Carreras en la provincia de Córdoba.
Por tercera vez es invitado a participar en el Premio Trabuco Adquisición, esta vez el jurado le otorga el Premio de Pintura 2000. 
En mayo de 2002, Dina y Blas viajan a Mallorca y deciden permanecer allí durante un año.
En 2005 participa en el evento BA&BA - Bahía y Buenos Aires Unidas por el Arte, que se realiza en septiembre en el Museo de Arte Moderno de Bahía, en Brasil. Blas presenta: Ulises, Penélope y Telémaco. Estas obras son compradas por el banco Rabobank auspiciado por su gerente general Jorge Correa.
En julio del 2008 en la Basílica de Nuestra Señora de la Merced, un nuevo altar es consagrado por el Cardenal Bergoglio. Monseñor Eugenio Guasta convoca a Castagna para hacer el revestimiento del altar. El 19 de mayo del 2010 los altorrelieves fueron adosados definitivamente al cuerpo del altar.
En 2012 recibe la distinción Personalidad Destacada de la Ciudad Autónoma de Buenos Aires en el Ámbito de la Cultura, Legislatura de la Ciudad Autónoma de Buenos Aires. El acto se realiza en la sede de la legislatura.
La agrupación de grabadores Xylon Argentina, le entrega la Gubia de Plata en 2017.
En 2018 participa de una muestra colectiva organizada por AABRA Argentina en el Espacio de la Memoria. Ex - Esma. Allí le otorgan el Reconocimiento a la Trayectoria Artística, Valores Éticos y Humanos.
Continúa hasta día de hoy con su labor creativa en su taller de Villa Ortúzar.

## Distinciones
- Premio El Espíritu de Grecia - Otorgado por la Embajada Griega en Argentina (1990)
- Premio Konex de Platino Quinquenio 1987- 1991 Técnicas Mixtas - Fundación Konex (1992)
- Premio Asociación Argentina de Críticos de Arte - AACA (1996)
- Premio Trabucco. Pintura - Fundación Trabucco Argentina (2000)
- Personalidad destacada de la ciudad de Buenos Aires en el ámbito de la Cultura - Legislatura de la Ciudad Autónoma de Buenos Aires (2013)
- Distinción de honor del jurado Salón de pintura de pequeño formato - Agrupación Gente de Arte y Letra Impulso (2017)
- Gubia de Plata 2017 - Xylon Argentina (2017)
- Reconocimiento a la trayectoria artística, valores éticos y humanos - AABRA Argentina (2018)
- Premio a la trayectoria 2021 - UNLA Argentina. (2021)

## Exposiciones individuales
- 1960  Alfredo Castagna expone dibujos - Galería Alcora - Buenos Aires, Argentina.
- 1969  Dibujos de Castagna - Galería la Tangara - Buenos Aires, Argentina.
- Alfredo Castagna. Pinturas - Centro Argentino por la Libertad de la Cultura - Buenos Aires, Argentina.
- 1972  Dibujos y Pinturas - Galería Lirolay - Buenos Aires, Argentina.
- 1973  Dibujos y Pinturas - Galería Lirolay´- Buenos Aires, Argentina.
- 1974  Serie de la Pachamama - Auditórium de San Juan - San Juan, Argentina.
- 1975  Serie del Circo - Galería Lirolay - Buenos Aires, Argentina.
- 1976  Lo Supimos Conseguir! - Galería Carmen Waugh - Buenos Aires, Argentina.
- 1977  Serie de los Membrillos - Galería del Buen Ayre - Buenos Aires, Argentina.
- 1979  Serie La Mujer que corre - Galería Van Riel - Buenos Aires, Argentina.
- 1981  Blas Castagna - Círculo Freudiano - Buenos Aires, Argentina.
- 1982  Plaquet et Monotypes - Galerie de l’ Université Tour Mouran - Toulouse, Francia.
- Castagna - Galería del Círculo - Buenos Aires. Argentina.
- 1983  Monotipos y Metales - Galería Van Riel - Buenos Aires, Argentina.
- 1984  Lu Munnu - Galería Van Riel - Buenos Aires, Argentina.
- 1985  La Arcovia - Galería Van Riel - Buenos Aires, Argentina.
- 1986  Blas Castagna - Museo de Arte Moderno de Maldonado - Uruguay
- Vertiente - Galería Van Riel - Buenos Aires, Argentina.
- Figuraciones - Galería Unión Carbide - Buenos Aires, Argentina.
- 1987  Blas Castagna obra plástica 84/87 - Galería Van Riel - Buenos Aires, Argentina.
- 1988  Arpillera - Galería Van Riel - Buenos Aires, Argentina.
- 1990  Blas Castagna 1990 - Galería Van Riel - Buenos Aires, Argentina.
- 1992  Materia y Epigrama. Obra Plástica 1990-1992. - Galería Van Riel - Buenos Aires, Argentina.
- Blas Castagna. La Singularidad del Icono - Fondo Nacional de las Artes Victoria Ocampo - Buenos Aires, Argentina.
- 1993  Blas Castagna - Asociación Cultural Pestalozzi - Buenos Aires, Argentina.
- 1994  Metamorfosis. La marcha sobre las dos orillas - Galería Van Riel - Buenos Aires, Argentina.
- 1995  Muro - Galería Van Riel - Buenos Aires, Argentina.
- Archaic Universes - Praxis International Art - New York, EE UU.
- Pequeña Retrospectiva. - Espacio de Arte del Dock del Plata - Buenos Aires, Argentina.
- 1996  Variaciones y Mudanzas - Galería Van Riel - Buenos Aires, Argentina.
- 1998  Oda al Prisma Rupestre - Galería Van Riel - Buenos Aires, Argentina.
- 1973- 1993: Veinte Años en la Obra figurativa de Blas Castagna - Museo de Arte Español Enrique Larreta - Buenos Aires, Argentina.
- 1999  1973- 1993: Veinte Años en la Obra Figurativa de Blas Castagna - Centro Cultural Auditórium Foyer - Mar del Plata, Argentina
- 1973- 1993: Veinte Años en la Obra Figurativa de Blas Castagna - Centro de Arte Contemporáneo Chateau Carreras - Córdoba, Argentina.
- Blas Castagna. ArteBA 99-8a - Galería Van Riel - Buenos Aires, Argentina.
- 2000  Mirada Introspectiva - Fundación Andreani - Buenos Aires, Argentina.
- 2001  A Tientas - Galería Principium - Buenos Aires, Argentina.
- De la Magna Grecia: dos miradas, dos mitos, Sicilia en el imaginario de dos artistas. Carmelo Saita, músico. Blas Castagna, pintor. - Asociación Psicoanalítica de Bs.As. - Buenos Aires, Argentina.
- 2003  Expotrastiendas 2003. 3.ª Feria de galerías de arte organizada por AAGA	Espacio Luisa Ugarte - Centro Cultural Borges - Buenos Aires, Argentina.
- 2004  Arte BA´04. 13a Feria de Galerías de Arte - Espacio Luisa Ugarte - La Rural, Buenos Aires, Argentina.
- Blas Castagna en los 80 años de Galería van Riel - Galería Van Riel - Buenos Aires, Argentina.
- 2005  Arte Ba´05. 14a Feria de Galerías de Arte - Espacio Luisa Ugarte - La Rural, Buenos Aires, Argentina.
- 2006  Salmos - Espacio de Arte AMIA - Buenos Aires, Argentina.
- 2008  Antropometrías - Galería Palatina - Buenos Aires, Argentina.
- 2010  Presentación del Altar Mayor. Basílica de Nuestra Señora de la Merced - Basílica Nuestra Señora de la Merced - Buenos Aires. Argentina
- 2011  La Yegua de la Noche - Museo de Artes Plásticas Eduardo Sivori - Buenos Aires, Argentina.
- 2014  Blas Castagna	 - Espacio de Arte U.N.L.A. - Lanús provincia de Buenos Aires, Argentina
- 2015  Badzahr - Museo Provincial Franklin Rawson - San Juan, Argentina.
- Oeuvres de l´artiste Blas Castagna - Instituto Cervantes. Toulouse. Francia
- 2016  Territorios - Pabellón de las Bellas Artes UCA - Buenos Aires. Argentina
- 2018  Buscando la Salida - Agrupación Gente de Arte y Letras Impulso - Buenos Aires, Argentina.
- 2019  Rincones de un laberinto - Centro Cultural La Blanco Encalada - Buenos Aires, Argentina.
- 2024  Resquicios oníricos - Galería Van Riel - Buenos Aires, Argentina.

## Exposiciones colectivas
- 1971  Grupo Signo. Dibujos - Centro Cultural General San Martín - Buenos Aires, Argentina.
- 1973  Grupo Signo. Ilustra a poetas argentinos - Centro Cultural General San Martín - Buenos Aires, Argentina.
- 1974  Dibujos. Suarez Jofre, Castagna - Universidad Nacional de San Juan. Auditorium – San Juan, Argentina.
- 1978  Dibujo + Dibujo - Galería Hache - Buenos Aires, Argentina.
- El autorretrato - Octubre - Galería Lagard - Buenos Aires, Argentina.
- 1981  Muestra inaugural del Museo de Telecomunicaciones - Museo de Telecomunicaciones. Buenos Aires, Argentina.
- 1982  Technologie du Futur - Futur de la Culture - Rencontres D´Albi - Francia.
- 1984  Printemps D´Argentine - Foyer Pour Tous de Passy – Passy, Francia.
- 1985  Abstracción en el Siglo XX - Museo de Arte Moderno - Buenos Aires, Argentina.
- 6 Pintores participan y exponen. Encuentro internacional de pscicodrama y psicoterapia de grupo - Centro Cultural San Martín. Salón Naranja - Buenos Aires, Argentina.
- VI Bienal de Maldonado -Museo de Arte Americano – Maldonado, Uruguay.
- 1986  Segunda Bienal de La Habana - Centro Wifredo Lam – La Habana, Cuba.
- Muestra colectiva - Museo de Arte Americano - Maldonado – Uruguay.
- 1987  Jorge Abot / Blas Castagna / Jorge Estomba. ARCO´87. Feria Internacional de Arte
- Contemporáneo - Galería van Riel – Madrid, España.
- Centenario Deutsche Bank - Galería van Riel. Sede Central Deutsche Bank – Frankfurt, Alemania.
- 1989  Mas Allá del Objeto - Artinf, Patio Bullrich - Buenos Aires, Argentina.
- 90 años. Una selección de Pintura Argentina - Sala Forum, Patio Bullrich - Buenos Aires, Argentina.
- 1990  Forma Espacio Color - Centro Cultural Universidad Maimónides - Buenos Aires, Argentina.
- Arte por artistas - Museo de Arte Moderno de Buenos Aires - Buenos Aires, Argentina.
- Premio Espíritu de Grecia. Dibujo y Grabado - Galería Praxis Internacional – Buenos Aires, Argentina.
- 1991  Una Visión de la Plástica Argentina Contemporánea 1940-1990 - Sala Forum, Patio Bullrich - Buenos Aires, Argentina.
- Arte Argentino Contemporáneo. Donación Fundación Antorchas - Museo Nacional de Bellas Artes - Buenos Aires, Argentina.
- 1992  Bienal de Tres Arroyos 1992 - Galería Velázquez - Tres Arroyos, Argentina.
- X Mostra da Gravura, Cidade de Curitiba, Mostra América - Museu da Gravura de Curitiba – Curitiba, Brasil.
- Entre la imagen, la idea y el objeto (planos, relieves y objetos). Anahí Cáceres, Blas Castagna, Roberto Elía, Roberto Fernández, Luis Grosclaude y Oscar Smoje - Museo de Arte Moderno - Buenos Aires, Argentina.
- Nueva Imagen para una Antigua América -Salas Nacionales de Exposición, Palais de Glace - Buenos Aires, Argentina.
- 1era Bienal de Pintura Espíritu de Grecia - Salas Nacionales de exposición, Palais de Glace - Buenos Aires, Argentina.
- 1993  Pintura Argentina Contemporánea - Museo Nacional de Arte - La Paz, Bolivia.
- 1994  Premio Trabucco Adquisición, 1994 - Museo Nacional de Bellas Artes – Buenos Aires, Argentina.
- 100 Obras Maestras 100 Pintores Argentinos. II Bienal Konex - Museo Nacional de Bellas Artes – Buenos Aires, Argentina.
- En busca de lo sagrado - Basílica Nuestra Señora de la Merced – Buenos Aires, Argentina.
- Constructivism in Latin America - University of Essex – Londres, Inglaterra. - Muestra
- Itinerante - Artistas Latinoamericanos - Durini Gallery - Londres, Inglaterra.
- 1995  Blas Castagna - Pájaro Gomez - Centro Cultural Victoria Ocampo - Mar del Plata, Argentina.
- Primer Encuentro de Arte Contemporáneo - Arte al Sur - Centro Cultural Recoleta - Buenos Aires, Argentina.
- The Master of Graphics Arts. International Biennal - Municipal Museum of Arts “János Xántus County Museum” – Györ, Hungria.
- Feria Internacional de Miami. - Galeria Praxis International – Miami, Estados Unidos de Norteamérica.
- Visions...on canvas...on paper - Galería Praxis International - Nueva York, Estados Unidos de Norteamérica.
- 1996  102 Artistas plásticos con la ciencia - Centro Atómico Constituyentes - Buenos Aires, Argentina.
- Premio Trabucco Adquisición, 1996 - Museo de Arte Moderno – Buenos Aires, Argentina.
- 50th Edinburgh International Festival - British Council Offices, Organizada por University of Essex Collection of Latin American Art (UECLAA) - Colchester, Inglaterra.
- Viajes en la Palabra y en la Imagen - Museo Eduardo Sívori - Buenos Aires, Argentina.
- Arquitecturas y lenguajes del silencio. Blas Castagna, Kirin - Galería Sur - Punta del Este, Uruguay.
- Primer Salón de Pintura de la Crítica de la Asociación de Críticos de Arte - Salas Nacionales de Cultura - Buenos Aires, Argentina.
- A Selection of Works from the University of Essex. Collection of Latin American Art 1966/1995 - Embajada de Venezuela - Hall Bolívar – Londres, Inglaterra.
- 1997  Sublime enseña. 1ª Edición. María Causa, Blas Castagna, Mariano Cornejo - Galería van Riel - Buenos Aires, Argentina.
- Plástica Argentina Contemporánea - Consulado General de la República Argentina en San Pablo - San Pablo, Brasil.
- Arte BA´ 97. 6a. Feria de Galerías de Arte - Galería Sur (Uruguay) - Buenos Aires, Argentina.
- ARCO´97. Feria Internacional de Arte Contemporáneo - Galería Sur (Uruguay) - Madrid.
- Signos y símbolos - Junio - Museo de Arte Moderno de Buenos Aires - Buenos Aires, Argentina.
- 1998  Israel 50, celebrados en imagen, color y forma - Palais de Glace - Buenos Aires, Argentina.
- Arte en un cielo para todos. Todos los derechos humanos para todos. (En el marco de Arte BA´98) - Parque Thays - Buenos Aires, Argentina.
- Arte-Objeto. Homenaje a Marcel Duchamp - Fundación Andreani - Buenos Aires, Argentina.
- ARCO´98. Feria Internacional de Arte Contemporáneo - Febrero - Galería Sur (Uruguay) – Madrid, España.
- 1999  Siglo XX Argentino Arte y Cultura - Centro Cultural Recoleta - Buenos Aires, Argentina.
- En busca de lo sagrado. II Exposición de arte sacro - Basílica Nuestra Señora de la Merced - Buenos Aires, Argentina.
- Premio Trabucco Adquisición, Pintura, 1999 - Centro Cultural Borges - Buenos Aires, Argentina.
- 2000  Premio Trabucco Adquisición, Pintura, 2000 - Centro Cultural Borges - Buenos Aires, Argentina.
- Máscaras - Filo, Espacio de Arte - Buenos Aires, Argentina.
- 2001  Exposición inaugural - Galería La Ruche / La colmena - Buenos Aires, Argentina.
- Del Río de la Plata al Yang Tse. Colección Fundación Konex - Shangai Art Museum – Shangai, República Popular China.
- De la geometría sensible al expresionismo abstracto, una mirada de lo realizado por tres generaciones - Museo Abstracto del Sur - Buenos Aires, Argentina.
- 2002  Mitos. Blas Castagna/ Héctor Médici/ Ernesto Pesce/ Alfredo Prior - Museo de Arte Español ´Enrique Larreta´ - Buenos Aires, Argentina.
- 2003  Homenaje al círculo - Centro Cultural Recoleta – Buenos Aires, Argentina.
- El artista ilumina su biblioteca - Centro Cultural Recoleta - Buenos Aires, Argentina.
- Celebración del juguete - Centro Cultural Borges - Buenos Aires, Argentina.
- Grandes artistas en Pequeño formato - Galería del Ángel - Buenos Aires, Argentina.
- ARCO`03. Feria Internacional de Arte Contemporáneo - Jorge Mara – Madrid, España.
- 2004  Expotratiendas 2004. 4ta Feria de arte en Argentina - Luisa Ugarte. Centro de Exposiciones de la Ciudad de Buenos Aires - Buenos Aires, Argentina.
- Latin American Art: Contexts and Accomplices. A selection of work from the University of Essex Collection of Latin American Art - Sainsbury Centre for Visual Arts, Univesity of East Anglia – Norwich, Inglaterra.
- Allumer des Incendies. Exposition de groupe - Galerie Dupuis – Bruselas, Bélgica.
- Au bord de la pensée. Surrealisme actuel. Poésie-Peinture-Sculputure - Maison Pelgrims – Bruselas, Bélgica.
- Grandes artistas en pequeño formato II - Del Ángel arte contemporáneo - Buenos Aires, Argentina.
- Homenaje a Galería van Riel - Centro Cultural Recoleta - Buenos Aires, Argentina.
- 2005  Expotrastiendas 2005. 5ta Feria de galerías de arte en Argentina - Luisa Ugarte. Centro de Exposiciones de la Ciudad de Buenos Aires - Buenos Aires, Argentina.
- Blanco y Negro - Galería Palatina - Buenos Aires, Argentina.
- Afiches Lirolay 1960-1981 - Academia Nacional de Bellas Artes-Fundación Federico Jorge Klemm - Buenos Aires, Argentina.
- BA & BA. Bahía y Buenos Aires Unidas por el Arte - Museo de Arte Moderno de Bahía - Bahía, Brasil. Itinerante Museo de Bellas Artes de la Boca ´Benito Quinquela Martín´ - Buenos Aires, Argentina.
- Arte Ba´05. 14a Feria de Galerías de Arte - Galería van Riel. La Rural - Buenos Aires, Argentina.
- Por los senderos del sur - Galería del Ángel - Buenos Aires, Argentina.
- En blanco y negro. Castagna, Elía, Fernández Muro, Greco, Hlito, Nöel, Pacovska, Paternosto, Tobey - Galería Jorge Mara-La Ruche - Buenos Aires, Argentina.
- 2006  LI Salón de artes plásticas Manuel Belgrano.– Museo de Artes Plásticas Eduardo Sivori – Buenos Aires, Argentina.
- Artistas argentinos con temática judía. - Centro cultural Victoria Ocampo - Villa Victoria - Mar del Plata, Argentina.
- La memoria. Testimonio colectivo. En el contexto de Memoria Una exposición / Cinco propuestas - Palais de Glâce - Buenos Aires, Argentina.
- Pateando el hormiguero - Galería Vasari - Buenos Aires, Argentina.
- 2007  Premio Nacional de Pintura del Banco Central. Centro cultural Borges – Buenos Aires, Argentina.
- Subasta a beneficio del Museo de Arte hispanoamericano Isaac Fernández Blanco  - Museo de Arte Hispanoamericano Isaac Fernández Blanco. – Buenos Aires, Argentina.
- Subasta a beneficio de la Obra Puntos Corazón - Embajada de Francia – Buenos Aires, Argentina.
- 2008  Blanco - Museo de Arte Tigre (MAT) – Tigre, Argentina.
- Blanco - Centro cultural Borges – Buenos Aires, Argentina.
- II Premio Nacional de Pintura del Banco Central –Itinerante en la República Argentina - Buenos Aires, Argentina.
- 2009  Museo Nómade del Grabado – Colección Carlos Pamparana. - Del 21/02 al 29/03 -Centro de Exposiciones de Arte Contemporáneo La casona de los Olivera – Buenos Aires.
- III Premio Nacional de Pintura del Banco Central. –Itinerante en la República Argentina-
- 2011  Museo de Arte Franklin Rawson - San Juan, Argentina.
- Expo Pintura - Museo Ragio- Buenos Aires, Argentina.
- 2012  VI Premio Nacional de Pintura del Banco Central. –Itinerante en la República Argentina-
- Arte Ba´12. 21a Feria de Galerías de Arte - Galería van Riel. La Rural - Buenos Aires, Argentina.
- 2013  Arte Ba´13. 22a Feria de Galerías de Arte - Galería van Riel. La Rural - Buenos Aires, Argentina.
- 2014  Arte Ba´14. 23a Feria de Galerías de Arte - Galería van Riel. La Rural - Buenos Aires, Argentina.
- 2018  Gubia de plata Xylon. 14/04 - Xylon Argentina Sociedad de Grabadores – Buenos Aires